# Бебиблог
Бебиблог (также Бэбиблог, www.babyblog.ru) — самый посещаемый в России (на 2013 год) интернет-портал для матерей и беременных женщин. Сайт был создан Андреем Соловьёвым в 2005 году.

## Организация
Портал предоставляет будущей матери возможность ведения блога для записи мыслей и состояния здоровья.

## Аудитория
В 2013 году ежедневная посещаемость портала составляла до 250 000 человек (близкий результат, 6 миллионов посетителей в месяц, был анонсирован Бебиблогом со ссылкой на TNS Gallup уже в декабре 2010 года). Среди них было 365 активных посетителей, включая матерей, беременных, желающих зачать ребёнка.
Средний возраст составлял 25 лет, наибольшую активность проявляли посетительницы до 30-летнего возраста.

## Правовое регулирование
В соответствии с «Законом о блогерах» сайт признан организатором распространения информации и 25.12.2015 внесён в соответствующий реестр под номером 60-РР.